# Joe Ward (Boxer)
Joseph „Joe“ Ward (* 30. Oktober 1993 in Moate, Westmeath, Irland) ist ein irischer Profiboxer im Halbschwergewicht. Als Amateur war er unter anderem Junioren-Weltmeister 2009, Jugend-Weltmeister 2010, Europameister von 2011, 2015 und 2017, Vize-Weltmeister von 2015 und 2017, sowie Olympiateilnehmer 2016. 

## Boxkarriere
Joe Ward begann im Alter von sieben Jahren mit dem Boxsport, trainierte unter anderem im Moate Boxing Club und wurde bis 2010 von Seamus Dorrington betreut. Später war seine Trainingsstätte das Sport Ireland Institute in Dublin. Er gewann bereits 2007 die Silbermedaille bei der Schüler-Europameisterschaft in Portsmouth und 2008 eine Bronzemedaille bei der Junioren-Europameisterschaft in Plowdiw. 2009 siegte er bei der Junioren-Weltmeisterschaft in Jerewan und startete 2010 bei der Jugend-Weltmeisterschaft in Baku, wo er im Finale Damien Hooper bezwang und den Titel im Mittelgewicht gewann. Mit diesem Erfolg war er für die Olympischen Jugend-Sommerspiele 2010 in Singapur qualifiziert, wo er diesmal im Viertelfinale gegen Damien Hooper ausschied.
Bei den Erwachsenen wurde er 2011, 2012, 2013, 2014 und 2017 jeweils Irischer Meister im Halbschwergewicht, zudem gewann er die Europameisterschaften 2011 in Ankara, 2015 in Samokow und 2017 in Charkiw, wobei er in den Finalkämpfen Nikita Iwanow, Peter Müllenberg und Muslim Gadschimagomedow besiegt hatte.
Bei der Weltmeisterschaft 2013 in Almaty verlor er im Halbfinale gegen Julio César La Cruz und gewann dadurch Bronze, während er bei den Weltmeisterschaften 2015 in Doha und 2017 in Hamburg jeweils erneut gegen Julio César La Cruz in den Finalkämpfen verlor und dadurch zweimal Vize-Weltmeister werden konnte. Bei den Meisterschaften waren ihm unter anderem Siege gegen Nikita Iwanow, Oleksandr Chyschnjak, Michail Dauhaljawez, Elshod Rasulov und Bektemir Meliqoʻziyev gelungen.
Durch den Finaleinzug bei der WM 2015 hatte er sich für die Olympischen Sommerspiele 2016 in Rio de Janeiro qualifiziert, wo er im Achtelfinale mit 1:2 gegen Carlos Mina ausschied.

### World Series of Boxing
In der Saison 2012/2013 kämpfte Joe Ward für die British Lionhearts in der World Series of Boxing (WSB). In der Gruppenphase gewann er vier von fünf Kämpfen. Im Viertelfinale der Playoffs gewann Ward gegen Christian Demaj von den Mexico Guerreros, konnte damit das Ausscheiden seiner Boxstaffel jedoch nicht verhindern.
2018 kehrte er für die British Lionhearts in die WSB zurück. Aktuell beträgt seine Bilanz in der Weltserie acht Siege bei neun Kämpfen.

### AIBA Pro Boxing
In der semiprofessionellen APB-Serie kämpfte Ward 2014/15 und gewann vier (Kennedy St-Pierre, Spas Genow, Serge Michel, Oybek Mamazulunov) von sechs Kämpfen, bei zwei Niederlagen (Nikita Iwanow, Mathieu Bauderlique).

### Internationale Turniersiege
Joe Ward ist darüber hinaus Gewinner von internationalen Turnieren, darunter des Feliks Stamm Tournaments 2011, sowie des Chemiepokals 2012 und 2014.

## Profikarriere
Im August 2019 wurde er vom US-Promoter Lou DiBella (DiBella Entertainment) unter Vertrag genommen. Als seine Trainer wurden Buddy McGirt und Jimmy Payne bekanntgegeben. Bei seinem Profidebüt am 5. Oktober 2019 im Madison Square Garden von New York City verletzte er sich in der zweiten Runde aus eigenem bei einem Rückschritt am linken Bein und musste den Kampf daraufhin aufgeben, was seinem Gegner Marco Delgado den Sieg durch TKO einbrachte.
Nach seiner Genesung und der anschließenden COVID-19-Pandemie bestritt er seinen nächsten Kampf am 5. Dezember 2020 im mexikanischen Ocotlán und gewann durch TKO in der ersten Runde gegen Luis Velasco. Am 18. März 2021 siegte er auch in einem Rückkampf gegen Marco Delgado durch einstimmige Entscheidung.
In seinem elften Profikampf am 18. November 2023 boxte er erstmals in seinem Heimatland Irland und besiegte in Letterkenny Prince Oko Nartey aus Ghana durch TKO in Runde 2.

## Sonstiges
Seine Cousins John Joe Joyce und David Oliver Joyce sind bzw. waren ebenfalls Boxer und Teilnehmer Olympischer Sommerspiele.